# خينافي (جيان)
بلدية خينافي (بالإسبانية: Génave) هي بلدية تقع في مقاطعة جيان التابعة لمنطقة أندلوسيا جنوب إسبانيا.

## الديموغرافيا
بلغ عدد سكان بلدية خينافي 640 نسمة عام 2011 (وفقاً للمعهد الوطني للإحصاء الإسباني).
| 720 | 708 | 661 | 579 | 638 | 629 | 640 |